# ARDF

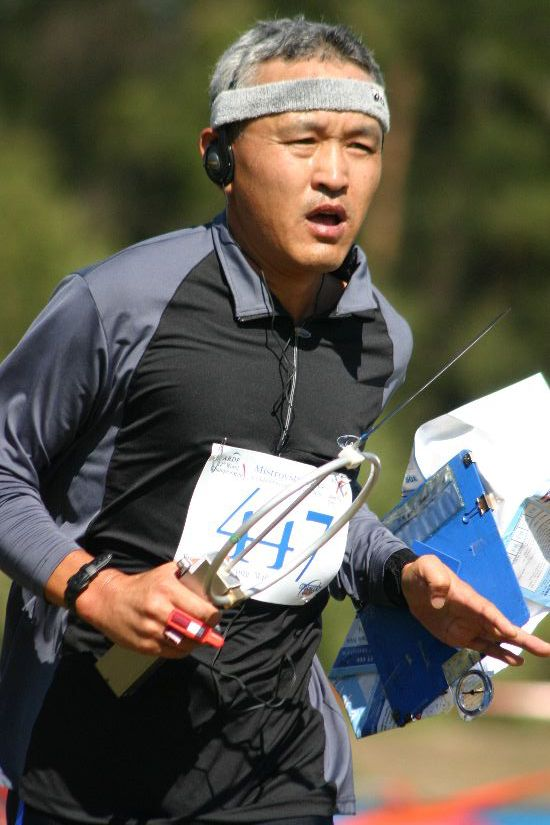
3.5MHz帯の競技を行う韓国の選手。右手に持っている物はループアンテナ付きの受信機。
中指にSIカードを装備している。

ARDF（Amateur Radio Direction Finding、アマチュア無線方向探知）とは、屋外のフィールド内に設置されたTX（無線送信機）を、受信機を用い探し出す競技である。

## 概要
オリエンテーリングに類似しているが無線機を使う点で大きく異なる。またフォックスハンティングとも類似しているがこちらは多くの場合TXが移動することが異なる。
電波を扱う競技であるが、競技参加者は受信機のみを使用し電波の輻射は行わないため、「アマチュア無線技士」等の無線従事者資格は必要ない。受信機はHB9CV型アンテナ、八木・宇田アンテナなど指向性のあるアンテナを用いる。

## 歴史
ARDFの起源は1926年の「Wireless World」誌に「隠された送信機を探索する」という記事が掲載されたことが始まりといわれる。またオリエンテーリングの盛んな北欧、特にスウェーデンでは1948年に最初の競技会が開催された。ただ当時は無線機が現在のように軽くなく、持ち運びも不便だったため、自転車や自動車などの乗り物を利用した。
冷戦時代には中国がソ連からARDFを広め「無線電測向」という名称で競技が開催されていた。これは同国でアマチュア無線が解禁される前である。
日本では日本アマチュア無線連盟(JARL)が1981年より中国に訪中団を派遣、JARL NEWS1985年3月号にARDF国際ルールの記事が掲載された。国際ルールに則って日本で競技が行われたのは、1985年4月28日に群馬県で開催された競技大会であり、1989年にはJARLの主催となった。また、1990年には従来の「FOXテーリング」という呼称から、国際的に通用する「ARDF」という名称に変更された。2005年9月19日から23日まで、日本ではじめてとなる国際競技大会、「第6回IARU第3地域ARDF選手権大会」が新潟県阿賀野市において開催された。

## 競技ルール
JARLによる競技ルールは下記の通りであるが、このルールは日本の国土地形にあうように国際ルールから若干変更されているものである。従って国際大会の場合は競技ルールが異なる。また、あくまでもJARL制定のルールであり、大会の主催者や審判長の判断により変更されることがある。

### 部門・クラス
ARDFの競技部門は、3.5MHz帯部門と144MHz帯部門があり、さらにそれぞれが下に示す18のクラスに分けられるが大会により細分化や統合がされる事がある。また、クラスにより探索するTXが異なり、審判長が指定した探索対象TXが会場に掲示される。なお、年齢は大会開催年の12月31日現在で計算する。
| クラス | 年齢制限     | 探索個数(クラシックの場合) |
| ------ | ------------ | -------------------------- |
| M12    | 小学生       | ４個または５個             |
| M15    | 中学生       | ４個または５個             |
| M19    | 19歳以下     | ４個または５個             |
| M21    | 年齢制限なし | ５個                       |
| M40    | 40歳以上     | ４個または５個             |
| M50    | 50歳以上     | ４個または５個             |
| M60    | 60歳以上     | ３個または４個             |
| M70    | 70歳以上     | ３個または４個             |
| M75    | 75歳以上     | ３個または４個             |

| クラス | 年齢制限     | 探索個数(クラシックの場合) |
| ------ | ------------ | -------------------------- |
| W12    | 小学生       | ４個または５個             |
| W15    | 中学生       | ４個または５個             |
| W19    | 19歳以下     | ４個または５個             |
| W21    | 年齢制限なし | ４個または５個             |
| W35    | 35歳以上     | ４個または５個             |
| W45    | 45歳以上     | ３個または４個             |
| W55    | 55歳以上     | ３個または４個             |
| W65    | 65歳以上     | ３個または４個             |
| W70    | 70歳以上     | ３個または４個             |

M21及びW21クラスは年齢制限がない。よって、例えば60歳の男性競技者がM21クラスにエントリーすることはルール違反ではない。

### フィールド
競技が行われるフィールドは、競技者の健康を害する虞がなく、探知に著しく影響を及ぼす物がない場所で、且つ高低差が200m以下でなければならない。
競技の制限時間は100～140分でフィールドの地形に応じ審判長が決定する。

### TX

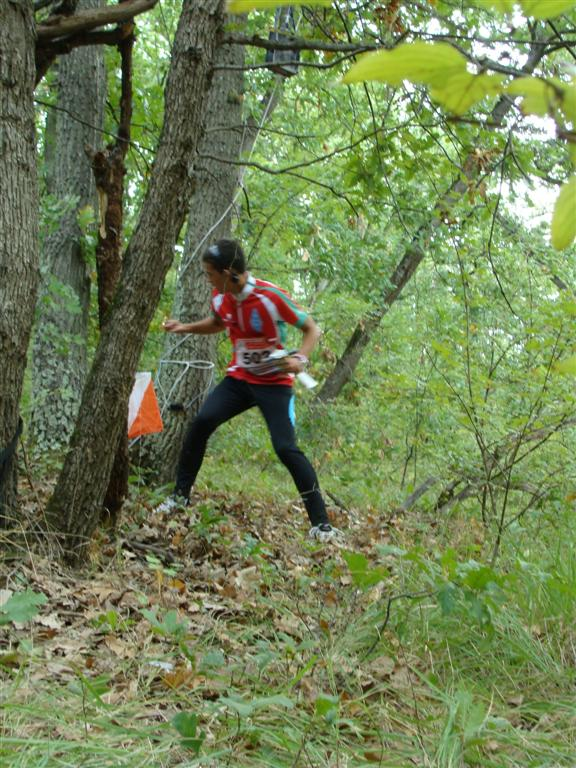
送信機(TX)を探し出した選手。
2009年ブルガリアにて。

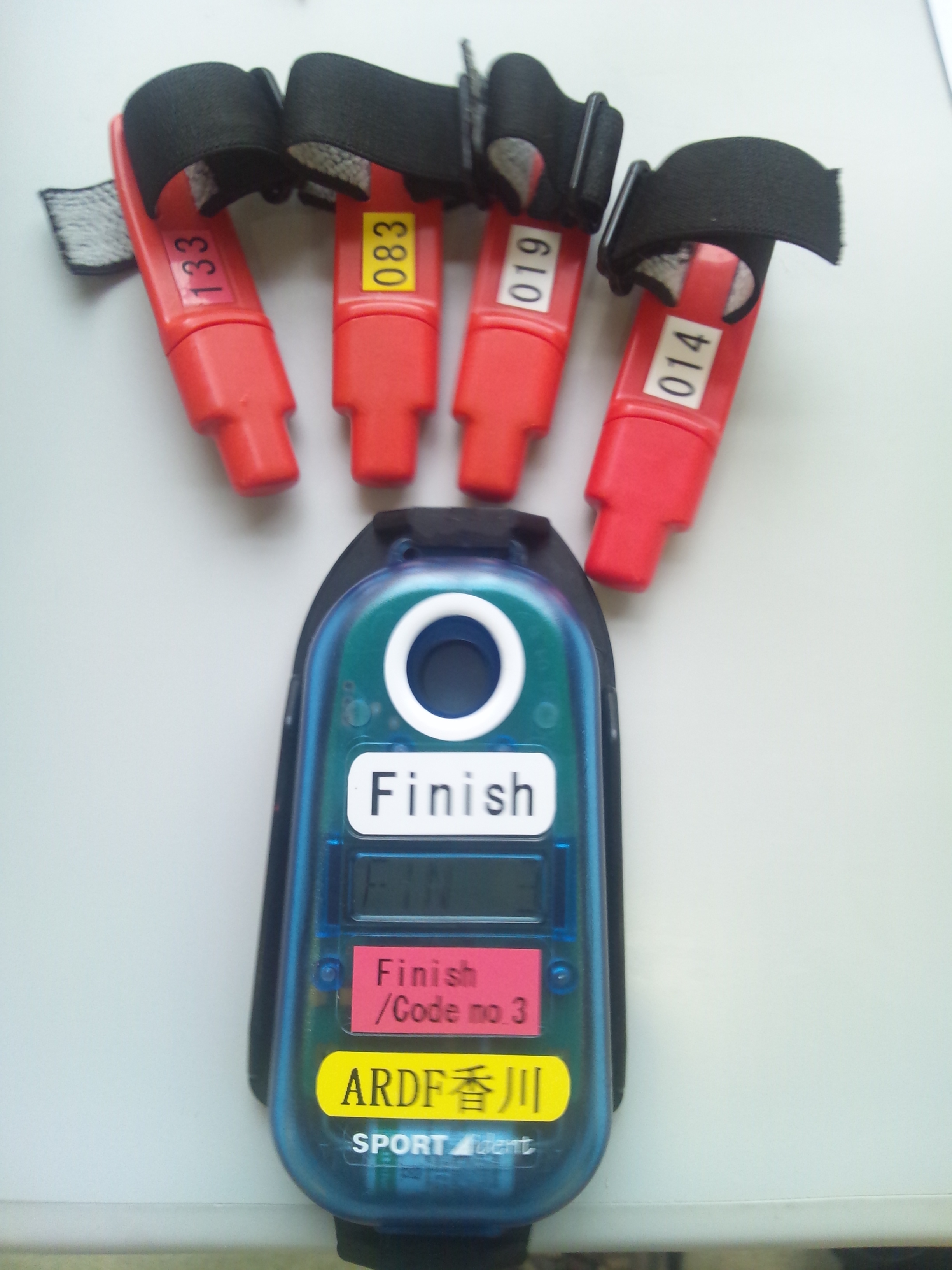
SI電子カードとSIステーション

TXは直線で互いに400m以上離し、スタート地点から750m以上離して設置しなければならない。TXの周辺半径2m以内には、そのTXに到達した事を記録するためのパンチャーとTXの番号が記された紅（オレンジを含む）白の三角柱（オリエンテーリングのポストが用いられることが多い）がおかれる。また付近には審判員がつきTXに到達した競技者のゼッケンや順番などを記録している（小規模の競技会では、いない場合が多い）。
電波の型式は、3.5MHz帯はA1A、144MHz帯はA2AまたはF2A（最近の競技大会ではA2Aが多い。）、空中線電力は、3.5MHz帯は3～5W、144MHz帯は0.25～1.5Wの範囲内とされている。アンテナは水平方向に指向性がなく、偏波面は、3.5MHz帯で垂直偏波、144MHz帯で水平偏波でなければならない。各TXにはモールス信号による識別符号がありTX1がMOE（－－　－－－　・）、TX2がMOI（－－　－－－　・・）、TX3がMOS（－－　－－－　・・・）、TX4がMOH（－－　－－－　・・・・）、TX5がMO5（－－　－－－　・・・・・）である。これらの電波はスタート地点において標準的な受信機で受信できなければならないこととされている。TXの送信は同一周波数である。各TXの送信時間は1分間とし、各TXの送信切替時間の誤差は5秒以内にしなければならない。
ゴールには（正確にはゴール走行コースの入り口）ビーコンが設置されゴール地区を示す。周波数はTXと異なるものを使用し、MO（－－　－－－）を送信する。ビーコンも第6番目のTXと考えて、他のTXと直線で400m以上離し、スタート地点から750m以上離して設置することが望ましいとされている。（国際ルールではビーコンはTXと見なされる場合があるため、注意が必要である。）
従来は防水性のパンチカードが用いられており、指定された枠内にパンチャーで穴を開ける方式が採られていた。現在では各TX及びゴール地点にSIとよばれる小型カードを用いることが多くなった。このSIカードはオリエンテーリングで用いられている物と同じである。

### 競技者
受信機は競技者が持参し、その他に方位磁針、筆記用具、飲料水等もある方がよい。受信機と空中線には制限はないが、受信機から副次的に発する電波は、受信機から10m離れた場所において、3.5MHz帯及び144MHz帯に混信を与えるものであってはならない、と決められている。
競技前には競技者に対し、地図（スタート地点、ビーコン設置点等も記載されている）、ゼッケン、チェックカード（電子パンチャーの場合は代わりに電子チェッカー）が配布される。地図は競技開始10分前に配布される。
受信機は一度指定の受信機置き場に置くことになる。この際、一旦受信機置き場に置いた受信機には触れてはならない。また、スタート後「受信開始地点」と明記された場所まで、TXの電波を受信してはならない。受信開始地点までは受信機の電源を切り、ヘッドフォンなどはプラグを外すか、耳にかけないようにすることが望ましい。
競技者はいくつかのスタートグループに分けられ審判長が決定した順番で5分毎にスタートする。

### 審判員
審判員は以下の条件を満たす者でなければならない。
- 申請時に満18歳以上の者
- ARDF審判員講習会を履修し証明書を有する者、又はこれと同等以上の知識及び経験を有する者とARDF委員会が認めた者。
- A級審判員についてはJARL会員であること（資格者証の更新の際、会員名簿に記載されていなければならない。記載されていない場合は、B級審判員に降格される。）

資格の有効期間は5年であり、資格者証の有効期限までに以下のいずれかの条件を充足する必要がある。
1. 競技大会の審判員業務に従事し主催者から証明を受ける
2. 講習会を受講する
3. JARLの課す更新試験に合格する（前2項のいずれの機会にも恵まれなかった場合に限る。）

審判員の区別は以下の通り。
- A級審判員：満18歳以上でB級審判員として2回以上全日本競技大会又はIARU主催の競技大会[注 1]の審判員として従事した者。競技大会における審判員、審判長及び裁定長に従事できる。
- B級審判員：上述の審判員たり得る者。競技大会の審判員、公認・支部・地方競技大会の審判長・裁定長に従事できる。
- C級審判員：年齢制限は無く、A級審判員資格者証を有するものが行うC級審判員養成教育を受講し、その受講証明書を有する者。A級又はB級審判員の監督の下に行う業務に従事できる。

このほか、実行委員会を設けることもある。なお、TXを管理する審判員は、モールス信号による電波の発射を行うため第三級アマチュア無線技士以上またはそれに相当する資格を有していなければいけない。

### 順位
順位は探索したTXの個数が多いほうが上位になり、同数の場合は所要時間が短い方が上位となる。つまり、競技者Aが2つで1時間00分、競技者Bが3つで1時間30分、競技者Cが2つで1時間30分ならば、順位はB、A、Cの順になる。

### 失格事項
競技中に次の事項のいずれかに該当した競技者は失格となり順位はつかない。
- 競技制限時間を超えた場合。
- ゴール走行ラインを途中から進入した場合、また反対側からゴールした場合。
- TXを全く探索できなかった場合。
- 援助を受ける、若しくは他の競技者を妨害する。
- 乗り物を利用した場合（あらかじめ審判長から許可を受けた場合は除く。）。
- 他人の所有物に損害を与えた場合。
- 電波を発射した場合。
- 競技者の間で会話を行った場合。
- 他の競技者を追従（ついじゅう）して探索を行った場合。
- 主催者が配布する地図以外の地図を使用した場合。
- 立入禁止区域に立入った場合（私有地を含む。）。
- 主催者の定めた競技実施方法に従って競技を行わなかった場合。

### 主な注意事項
- フェアに行動し、いかなる場合も競技主催者の指示に従うこと。
- 自己の安全及び健康には、自らの責任で行動すること。競技中に健康に不安を持ったり、事故があった場合は、直ちに競技主催者、又は審判員にその旨を申し出ること。
- 自然を傷つけたり、耕作地や囲いの中に入らないこと。
- 送信機及びそのアンテナなどの設備には触れないこと。
- ゴールした選手は競技主催者の指示に従って行動すること。

### 主な地図記号
競技用地図に記載される地図記号は、一般の地図記号に加え、以下の通りである。
- △印 - スタート地点
- ◎印 - ゴール地点
- Ｗ印 - 給水ポイント（実際はＷに薄く十字が記載される。ただし、競技大会によってはマークが違ったり、給水ポイント自体がない場合もある。）

給水ポイントには審判員や実行委員が配置され、水やスポーツドリンクが用意されている。

## 日本における主な競技大会
地名は開催当時

### FOXテーリング全国大会
この競技は、全日本ARDF競技大会の前身である。当時はJARL後援であった。
- 1987年 - 静岡県富士宮市朝霧高原
- 1988年 - 静岡県富士宮市朝霧高原

1989年よりJARL主催の大会となる。
- 第1回 1989年 - 埼玉県狭山市西武園遊園地

### ARDF全国競技大会
ARDF全国競技大会に名称変更された。
- 第2回 1990年 - 兵庫県三木市グリーンピア三木

### 全日本ARDF競技大会
現行の「全日本ARDF競技大会」に名称が変更された。
- 第3回 1991年 - 静岡県富士宮市朝霧高原
- 第4回 1992年 - 長野県上伊那郡高遠町晴ケ峰高原
- 第5回 1993年 - 熊本県下益城郡富合町雁回山
- 第6回 1994年 - 愛媛県上浮穴郡久万高原
- 第7回 1995年 - 北海道江別市野幌森林高原
- 第8回 1996年 - 秋田県大館市長根山
- 第9回 1997年 - 富山県中新川郡立山町グリーンパーク吉峰
- 第10回 1998年 - 広島県豊田郡本郷町中央森林公園
- 第11回 1999年 - 山梨県北巨摩郡大泉村八ヶ岳高原泉郷
- 第12回 2000年 - 福島県岩瀬郡岩瀬村総合運動公園
- 第13回 2001年 - 新潟県北蒲原郡黒川村胎内パーク
- 第14回 2002年 - 北海道砂川市北海道子どもの国
- 第15回 2003年 - 秋田県北秋田郡森吉町（森吉高原）
- 第16回 2004年 - 岡山県真庭郡川上村蒜山高原
- 第17回 2005年 - 石川県鹿島郡中能登町
- 第18回 2006年 - 静岡県富士市
- 第19回 2007年 - 兵庫県三木市
- 第20回 2008年 - 鹿児島県霧島市
- 第21回 2009年 - 茨城県土浦市
- 第22回 2010年 - 長野県諏訪郡富士見町
- 第23回 2011年 - 香川県さぬき市
- 第24回 2012年 - 岐阜県関市・岐阜市
- 第25回 2013年 - 富山県砺波市（富山県砺波青少年自然の家周辺）
- 第26回 2014年 - 広島県福山市（ツネイシしまなみビレッジ周辺）
- 第27回 2015年 - 滋賀県野洲市（近江富士周辺）
- 第28回 2016年 - 新潟県新発田市（紫雲寺記念公園・五十公野公園）
- 第29回 2017年 - 徳島県勝浦郡勝浦町（農村環境改善センター周辺）
- 第--回 2018年 - 北海道江別市（野幌森林公園）※同年9/6に発生の北海道胆振東部地震による被害のため中止
- 第30回 2019年 - 北海道札幌市（白旗山都市環境林）・千歳市（青葉公園）
- 第--回 2020年～2022年 - 新型コロナウイルス蔓延により中止
- 第31回 2023年 - 宮城県刈田郡蔵王町（国立花山青少年自然の家「南蔵王野営場」）

### 国際競技大会
- 2005年 - 第6回IARU第3地域ARDF選手権大会 - 新潟県阿賀野市
- 2015年 - 第10回IARU第3地域ARDF選手権大会 - 群馬県渋川市